# Hello Especially
「Hello Especially」（ハロー エスペシャリー）は、スキマスイッチの19枚目のシングル。

## 解説
- 18thシングル「スカーレット」から約1ヶ月ぶりのリリース。
- 初回生産限定盤・期間生産限定盤・通常盤の3種類同時発売。初回盤のCDはBlu-spec CD2仕様であるほか、DVDが付属されている。
- 期間生産限定盤は『銀の匙 Silver Spoon』描き下ろし紙ジャケット仕様。
- 対象店舗で購入すると「スキマスイッチ直筆メッセージ入り特製アナザージャケット」を先着でプレゼントされた。

## 収録曲
- 全作詞・作曲：スキマスイッチ

### 初回生産限定盤・通常盤
1. Hello Especially
  - フジテレビ系『銀の匙 Silver Spoon』エンディングテーマ
  - アールイズ・ウエディング「ラブに、ラフを。篇」CMソング[1]
  - デビュー10周年を記念して書き下ろされた曲。
  - ビデオクリップには2人と親交の深い著名人や友人、ファンクラブ会員が出演している。
2. サウンドオブ
3. 10th -typeII- (instrumental)
4. Hello Especially (backing track)

### 期間生産限定盤
1. Hello Especially
2. サウンドオブ
3. 10th -typeII- （instrumental）
4. Hello Especially（anime ver.）
5. Hello Especially（backing track）

## ビデオクリップに出演した著名人
- KAN
- 松たか子
- 小田和正
- 加藤謙太郎
- 川久保拓司
- 株元英彰
- LOVE ME DO
- 菊池完
- 大下源一郎
- たむらけんじ
- ナオト・インティライミ
- GAKU-MC
- 中村憲剛
- 武田双雲
- 富澤たけし
- スギ。

## 初回特典DVD収録内容
1. 「Hello Especially」 -video clip-
  - 監督は稗田典子とウスイヒロシ。
2. 「Hello Especially」 -video clip making-
  - スキマスイッチ史上最も長丁場（3日間）のビデオクリップ撮影に密着したドキュメント映像。

## 7inchアナログ盤
- 2013年にリリースした19thシングル「Hello Especially」のアナログ盤。
- 自身が立ち上げたアナログ専門レーベル「KU-KAN RECORDS」からの第六弾リリース作品[2]。
- 完全限定盤。
- 33回転仕様。
- 「アイスクリーム シンドローム / 夕凪」「ラストシーン / またね。（betsu-oke ver.）」との同時リリース。
- 2020年2月～9月にリリースされた全25タイトルの「特典引換券」を集めて送ることで7インチ収納BOXがプレゼントされる。

### 収録曲
全作詞・作曲：スキマスイッチ

#### SIDE A
1. Hello Especially

#### SIDE B
1. サウンドオブ

## ライブ映像作品
| 曲名             | 発売年 | 作品名                                                                           |
| ---------------- | ------ | -------------------------------------------------------------------------------- |
| Hello Especially | 2014年 | スキマスイッチ 10th Anniversary Arena Tour 2013 “POPMAN'S WORLD”THE MOVIE        |
| Hello Especially | 2014年 | Sukimaswitch in Augusta Camp 2013                                                |
| Hello Especially | 2014年 | スキマスイッチ 10th Anniversary “Symphonic Sound of SukimaSwitch” THE MOVIE      |
| Hello Especially | 2017年 | SUKIMASWITCH TOUR 2017 “re:Action”THE MOVIE for DELUXE                           |
| Hello Especially | 2019年 | SUKIMASWITCH 15th Anniversary Special at YOKOHAMA ARENA 〜Reversible〜 THE MOVIE |
| Hello Especially | 2021年 | スキマスイッチ TOUR 2020-2021 Smoothie THE MOVIE                                 |
| Hello Especially | 2023年 | DELUXE FAN CLUB EVENT TOUR V.I.P. Vol.4                                          |
| サウンドオブ     | 2016年 | スキマスイッチ TOUR 2016 “POPMAN'S CARNIVAL” THE MOVIE                           |
| サウンドオブ     | 2022年 | スキマスイッチ “Soundtrack” THE MOVIE                                            |
| 10th -typeII-    | -      | -                                                                                |

## 収録アルバム
| 曲名             | 発売年 | 作品名                                                            | 分類         |
| ---------------- | ------ | ----------------------------------------------------------------- | ------------ |
| Hello Especially | 2013年 | POPMAN'S WORLD〜All Time Best 2003-2013〜                         | ベスト       |
| Hello Especially | 2014年 | スキマスイッチ 10th Anniversary Arena Tour 2013 “POPMAN'S WORLD”  | ライブ       |
| Hello Especially | 2014年 | スキマスイッチ 10th Anniversary “Symphonic Sound of SukimaSwitch” | ライブ       |
| Hello Especially | 2020年 | スキマノハナタバ 〜Smile Song Selection〜                         | コンセプト   |
| Hello Especially | 2021年 | スキマスイッチ TOUR 2020-2021 Smoothie                            | ライブ       |
| Hello Especially | 2021年 | SUKIMASWITCH Anime Songs                                          | プレイリスト |
| サウンドオブ     | 2016年 | POPMAN'S ANOTHER WORLD                                            | ベスト       |
| サウンドオブ     | 2016年 | スキマスイッチ TOUR 2016 “POPMAN'S CARNIVAL”                      | ライブ       |
| 10th -typeII-    | 2016年 | POPMAN'S ANOTHER WORLD                                            | ベスト       |

## カバー
Hello Especially
- 川島瑞樹（東山奈央） - ゲーム『アイドルマスター シンデレラガールズ スターライトステージ』収録曲として2019年6月23日に追加。2020年6月10日発売のシングル「THE IDOLM@STER CINDERELLA GIRLS STARLIGHT MASTER 39 O-Ku-Ri-Mo-No Sunday!」に収録。